# Concierto de Aranjuez
Concierto de Aranjuez je zasigurno najpoznatije djelo španjolskog skladatelja Joaquina Rodriga, napisano 1939. godine u Parizu, za gitaru i orkestar, a premijerno izvedeno 1940. godine u Barceloni.